# 파우더룸
파우더룸(Powder room)은 화장을 하는 공간이다. 주로 여자 화장실에 부속된 경우, 변기 없이 별개의 공간으로 구획된 경우 등이 있다.